# Le Chagrin et la Pitié
Pour plus de détails, voir Fiche technique et Distribution.
Le Chagrin et la Pitié est un documentaire franco-germano-suisse réalisé par Marcel Ophüls et produit par Jean Frydman, tourné essentiellement au printemps 1969, diffusé à la télévision allemande en 1969 puis sorti au cinéma en 1971. Il présente la ville de Clermont-Ferrand pendant la Seconde Guerre mondiale. Refusé par l'ORTF, le film est finalement diffusé en salle.

## Synopsis
En partant de l'étude du cas de Clermont-Ferrand, le film dresse la chronique de la vie d'une ville française entre 1940 et 1944. Le film élargit son propos factuel à toute l'Auvergne mais comporte aussi des témoignages de personnalités ayant joué un rôle important pendant la guerre (militaires, hommes d'État, témoins-clés) ou ayant participé activement à celle-ci, pas forcément à Clermont-Ferrand ni même en Auvergne.
D'une durée d'environ quatre heures, le film, tourné en noir et blanc, est constitué d'entretiens et d'images d'actualité de l'époque, présentées sans commentaire, réalisées sous le contrôle de la propagande du régime de Vichy, sauf pour l'avant-dernière d'entre elles : interview cinématographique de Maurice Chevalier, s'exprimant en anglais, à destination du public américain, évoquant les accusations portées contre lui de collaboration avec les Allemands, suivie d'images de la Libération rythmée ironiquement par une chanson joyeuse du chanteur.
On y voit une scène du film Le Juif Süss et un extrait du générique, avec l'équipe du doublage français.

## Fiche technique
- Réalisateur : Marcel Ophüls
- Scénaristes : André Harris, Alain de Sédouy, Marcel Ophüls
- Producteur : Charles-Henri Favrod, Jean Frydman[4]
- Monteur : Claude Vajda
- Durée : 251 minutes
- Format : noir et blanc - Ratio : 1,37:1
- Date de sortie : septembre 1971

## Distribution
La plupart des intervenants sont interviewés pendant le référendum sur la réforme du Sénat et la régionalisation en avril 1969 et l'élection présidentielle qui s'ensuivit immédiatement. Parmi les anciens soldats allemands en garnison à Clermont-Ferrand qui sont interviewés dans le film, un seul (Helmuth Tausend) était officier (Oberleutnant), et aucun ne semble avoir été nazi, même si leur perception de la résistance (le « maquis », les « terroristes ») est très négative.
- Georges Bidault, ancien ministre, ancien membre du Conseil national de la Résistance, qui venait d'être amnistié au moment du tournage du film après sa participation à l'Organisation de l'armée secrète.
- Matthäus Bleibinger, ancien soldat allemand en poste à Clermont-Ferrand, blessé au moment de la libération de la ville.
- Charles Braun, restaurateur à Clermont-Ferrand.
- le colonel Maurice Buckmaster, ancien chef de la section F du Special Operations Executive pendant la guerre.
- Émile Coulaudon, « colonel Gaspard » dans la Résistance, militant et dirigeant socialiste auvergnat après la guerre.
- Henri Danton, professeur d'histoire-géographie au lycée Blaise-Pascal de Clermont-Ferrand.
- Emmanuel d'Astier de La Vigerie, journaliste, chroniqueur et homme politique français proche du Parti communiste français, membre du mouvement de résistance Libération-Sud et fondateur en 1941 du périodique clandestin Libération puis, à partir de 1958, figure de proue du « gaullisme de gauche », décédé peu de temps avant la sortie du film.
- René de Chambrun, gendre de Pierre Laval.
- Christian de La Mazière, ancien membre de la division Charlemagne, parle de son engagement militaire nazi.
- Jacques Duclos, dirigeant communiste, candidat à l'élection présidentielle de 1969 au moment du tournage du film (ses affiches de campagne sont visibles au cours de l'interview).
- le colonel Raymond Sarton du Jonchay (1900-1991), ancien chef des opérations militaires de De Gaulle en France, tenait la chronique militaire dans le journal l'Action française sous le pseudonyme « Cassagne », auteur, en 1968, de La Résistance et les communistes.
- Anthony Eden, ancien ministre des Affaires étrangères et Premier ministre du Royaume-Uni.
- le sergent Evans, ancien sergent de la Royal Air Force.
- Marcel Fouche-Degliame, chef du groupe d'action Combat.
- Raphaël Géminiani, ancien champion cycliste et directeur sportif.
- Alexis Grave, agriculteur, résistant, déporté, militant socialiste, frère de Louis Grave.
- Louis Grave, agriculteur, résistant, déporté, militant socialiste, frère du précédent.
- André Harris, interviewer (plein-champ).
- Marius Klein, négociant en mercerie.
- Georges Lamirand, ancien secrétaire d'État à la Jeunesse du gouvernement de Vichy, maire en 1969 de La Bourboule (Puy-de-Dôme).
- Pierre Le Calvez, exploitant de cinéma à Clermont-Ferrand.
- Monsieur Leiris, ancien maire de Combronde et résistant en Auvergne.
- Claude Lévy, écrivain, résistant, déporté, frère de Raymond Lévy, lui aussi écrivain résistant et déporté, auteur de Schwartzenmurtz ou l'Esprit de parti, où il raconte sa participation à la Résistance et son engagement au Parti communiste français.
- Pierre Mendès France, homme politique français, figure de la gauche française jusqu'à sa mort en 1982, ancien député, ancien ministre, ancien président du Conseil, grand résistant, officier dans l'aviation des Forces françaises libres, condamné par le gouvernement de Vichy pour « désertion » — il avait tenté de rejoindre l'Afrique du Nord en 1940 par le Massilia — évadé en 1941 de la prison de Clermont-Ferrand ; il en raconte les conditions dans le film.
- le commandant Menut, ancien résistant.
- Elmar Michel, ancien général-conseiller économique auprès du commandement militaire allemand en France et PDG des chaussures Salamander.
- Monsieur Mioche, propriétaire d’hôtel à Royat.
- Marcel Ophüls, l'interviewer (presque tout le temps hors champ).
- Denis Rake, opérateur radio du Special Operations Executive.
- Maître Henri Rochat, avocat, ancien résistant.
- Paul-Otto Schmidt, interprète personnel d'Adolf Hitler.
- Madame Solange (Solange Azan), coiffeuse, condamnée pour avoir dénoncé un résistant[5]. Elle fut défendue par Jacques Isorni, acquittée en 1947, mais le jugement a été relancé[6].
- Edward Spears, ancien diplomate britannique.
- Helmuth Tausend, ancien officier allemand en poste à Clermont-Ferrand, interviewé en Allemagne au moment du mariage de sa fille.
- Roger Tounzé, rédacteur au journal La Montagne à Clermont-Ferrand.
- Marcel Verdier, pharmacien en gros à Clermont-Ferrand.
- Walter Warlimont, ancien général allemand, blessé lors de l'attentat contre Hitler le 20 juillet 1944, condamné pour crimes de guerre par les autorités américaines à Nuremberg.

## Distinctions
- Nomination à l'Oscar du meilleur film documentaire en 1972
- BAFTA 1972 : Meilleur programme télévisé étranger
- Prix Georges-Sadoul

## Production
Selon André Harris, co-scénariste du Chagrin et la pitié avec Alain de Sédouy et Ophüls lui-même, le projet fait suite à Munich ou la paix pour 100 ans, une émission en deux parties réalisée par Marcel Ophüls en 1967 pour l'ORTF, et consacrée aux accords de Munich de 1938. Selon Harris, « la psychologie des Français de l'Occupation était déjà contenue dans la psychologie des Français de Munich ». Le projet est annulé à la suite de la grève de l'ORTF pendant les événements de Mai 68, à la suite desquels Ophüls quitte l'ORTF, et Harris et de Sédouy sont licenciés. Ces deux derniers sont engagés par le producteur suisse Charles-Henri Favrod, tandis qu'Ophüls parvient à convaincre la chaîne de télévision allemande NDR de financer 70% de son projet. La production commence au printemps 1969.

## Analyse
Le film constitue historiquement la première plongée cinématographique effectuée dans la mémoire collective française sur la période de l'occupation allemande au cours de la Seconde Guerre mondiale. Face à un discours dominant qui ne faisait état, jusque-là, que des faits de résistance, Ophüls a permis de mettre l'accent sur des comportements quotidiens beaucoup plus ambigus à l'égard de l'occupant, voire de franche collaboration. En brisant l'image faussement unanime d'une France entièrement résistante, le film joue un rôle important dans l'inauguration d'une phase de la mémoire de l'Occupation que l'historien Henry Rousso appelle le « miroir brisé », à partir des années 1970.
Comme le souligne l'historienne Sylvie Lindeperg dans le documentaire intitulé "le chagrin et la pitié - la France de Vichy dynamitée" diffusé sur Arte en 2024 : "C’était un film de combat, une machine de guerre contre le gaullisme et sa vision de l’histoire" et plus précisément le mythe gaullien d’une France unie dans la résistance contre l’ennemi hitlérien. Il provoque au sein de la société française, un véritable séisme générationnel. Il met plus spécifiquement en lumière la fracture entre la génération post-68 et le pouvoir, dont l’intérêt a toujours été de laisser dans l’ombre la vérité (le régime de Vichy n’ayant pas protégé les juifs) et ce, afin de ne pas ternir l’image d’une nation en reconstruction.
Le documentaire provoque en vérité une profonde rupture historiographique, qui va faire réagir au cours des décennies suivantes. Par la suite, tous les dirigeants et responsables politiques français et notamment l’entourage du président de la République devront affronter et intégrer ce basculement mémoriel grandissant qui remet en cause la vision idéale du roman national d'une France globalement résistante.
Ce courant de pensée est ensuite fortement nourri par le livre de Robert Paxton, La France de Vichy, publié aux États-Unis en 1972 et traduit en français en 1973, qui analyse la collaboration economique franco-allemande durant la Seconde Guerre Mondiale.
Dans le documentaire L'Importance des anecdotes, Marcel Ophüls explique le choix de Clermont-Ferrand comme épicentre de son film. La ville lui est conseillée par plusieurs grands résistants (sans qu'il les nomme), parce que la capitale du régime de Vichy et la ligne de démarcation ne sont pas loin. En outre, Clermont-Ferrand, qui se trouve en zone libre jusqu'en novembre 1942, fait partie d'un important réseau de Résistance, proche de la capitale de la Résistance, à Lyon. Libération-Sud y est fondé en novembre 1940, et le journal Libération, en 1941.
Le titre Le Chagrin et la Pitié est le fruit d'une double référence. La pensée d'Aristote, dans son ouvrage Rhétorique (chapitre VIII, De la pitié), et l'un des intervenants du film, le pharmacien en gros, Marcel Verdier, à Clermont-Ferrand, qui prononce les mots le chagrin et la pitié.
Malgré la place réduite accordée à la déportation des Juifs, ce film marque également le début de la réévaluation du rôle du gouvernement de Vichy dans celle-ci. Le fait que l'action se concentre sur Clermont-Ferrand explique en grande partie cette place limitée, car cette ville étant située en zone libre, les Juifs y furent certes persécutés dès 1940 par les ordonnances vichystes mais purent, pour beaucoup d'entre eux, se protéger dans les campagnes auvergnates.

## Réception critique

### Par les politiques
Pour les partisans de la Résistance, Le Chagrin et la Pitié a le tort de donner une vision très négative d'une partie de la population française plus tournée vers Philippe Pétain que vers Charles de Gaulle, une population qui croit en la théorie du glaive et du bouclier qui resta majoritaire, au moins jusqu'en 1942. Les partis issus de la Résistance, tant la droite française que le Parti communiste français, sont avant tout soucieux de mettre l'accent sur une France résistante (incarnée soit par le général de Gaulle, soit par le Parti communiste français) et, de ce fait, cherchent à minimiser le phénomène de la collaboration pour préserver la cohésion nationale. Pourtant, le candidat du Parti communiste français à l'élection présidentielle de 1969, Jacques Duclos, y déclare solennellement : 

« J'affirme que sans les collaborateurs, les Allemands n'auraient pu faire la moitié du mal qu'ils ont fait. »

### Par la critique de cinéma
Jean-Louis Bory écrit, à la sortie du film, dans un article intitulé « Les arrière-boutiques de la France », paru dans Le Nouvel Observateur du lundi 19 avril 1971 : 

« Toutes les idées, toutes les idéologies, toutes les positions par rapport aux problèmes de l'heure (fascisme, communisme, pétainisme, gaullisme, antisémitisme, anglophobie, etc.) ont ici des visages, des voix, des regards, des dérobades ou des bouffées de franchise dont le poids d'humanité saisit. »

Dans l'émission Le Masque et la Plume diffusée sur France Inter, Michel Mohrt déclare : « C'est un film qui est un mensonge du début à la fin, qui est mesquin, qui est bas, qui est un film de guerre civile ! ». Jean-Paul Sartre écrit dans La Cause du peuple : « Ce film a reçu tous les éloges de la presse pourrie. Il a fait le même travail : ignorer les masses, attaquer et déformer la résistance, blanchir les collabos. On ne peut pas prendre au sérieux un film où on sourit tout le temps. »,

## Diffusion

### 1971: refus de diffusion de la télévision française
Financé par la télévision allemande à hauteur de 70% et suisse à hauteur de 30%,, Le Chagrin et la Pitié devait initialement être diffusé à la télévision française en accompagnement d'un documentaire en trois parties sur l'histoire contemporaine française mais l'Office de radiodiffusion télévision française (ORTF, établissement public d'État) présidé par Jean-Jacques de Bresson refusa sa diffusion, de même que son successeur Arthur Conte, qui estimait que « le film détruit les mythes dont les Français ont encore besoin ». Il précise également qu'il pose un problème d'ordre technique (il dure 4 heures) et un problème d'ordre moral en raison de protestations de familles (familles de résistants, famille de Pierre Laval…). L'interdiction va durer 18 mois.
Par ailleurs, Simone Veil, qui siégeait alors au conseil d'administration de l'ORTF, et qui a menacé de démissionner en cas de diffusion du film, a critiqué la pertinence du documentaire qui, selon elle, ne reflète pas les réalités de cette époque. S'exprimant en 1992 sur France 3, elle a rappelé sa position en indiquant que Le Chagrin et la Pitié « a été très injuste pour les résistants et les Français qui ont sauvé beaucoup d'enfants juifs - beaucoup plus que dans d'autres pays - des voisins qui ont pris un enfant qu'ils ne connaissaient pas, mais aussi les églises. » Elle estime choquant que la ville résistante de Clermont-Ferrand soit présentée comme une ville de collaborateurs.
Enfin, Simone Veil précise que l'absence de diffusion aurait également été motivée par le prix exorbitant qu'en aurait demandé Marcel Ophüls, persuadé que l'ORTF avait l'obligation morale de diffuser son film et ayant confiance dans la tension médiatique.
À l'époque, le public en France ne disposait que de deux chaînes de télévision, toutes deux étatiques, dont l'information était étroitement contrôlée par le gouvernement (en 1969-1971, le président de la République était Georges Pompidou et le Premier ministre Jacques Chaban-Delmas). On crut que le pouvoir avait fait pression en menaçant de représailles.[évasif]
Le film est diffusé dans 27 autres pays dont l'Allemagne de l'Ouest. Dans Le Figaro littéraire, Claude Mauriac écrit : « C’est une erreur, une faute, de ne pas nous avoir jugés assez forts pour supporter ces images à la télévision. Savoir qu’elles ont été diffusées avec succès sur les écrans allemands fait mal ».
En 2012, Ophüls indiquera avec détachement : « Le directeur général de l'ORTF était allé voir le Général à Colombey, pour lui demander ce qu'il devait faire de ce film qui évoquait des “vérités désagréables”. » De Gaulle lui aurait répondu : « La France n'a pas besoin de vérités ; la France a besoin d'espoir. » À quoi Ophüls ajoute : « D'une certaine manière, je trouve cette réponse magnifique et d'une très grande classe. Mais on ne faisait pas le même métier, le Général et moi. »

### 1971: diffusion hors de France
Le film est diffusé en Allemagne, Suisse, Pays-Bas et États-Unis. Il fut présenté dans des festivals internationaux pendant toute la décennie.

### 1971: sortie en salles
Après le refus par l'ORTF de diffuser le film à la télévision, le film sort en salle en France, d'abord dans un petit cinéma Parisien du Quartier Latin, le Studio Saint-Séverin, le 14 avril 1971, de manière confidentielle,,,.
À la suite de son succès, bénéficiant d'un phénomène de bouche à oreilles massif, auquel contribue la tension médiatique autour du refus de diffusion de l'ORTF, le film est diffusé dans un deuxième cinéma le 28 avril, puis bientôt dans d'autres cinémas à travers la France. Il resta à l'affiche pendant 87 semaines, attirant près de 600 000 spectateurs,.

### 1981: première diffusion à la télévision française
Même si l'on ne peut pas parler de censure officielle, plus de 10 ans après son tournage, Le Chagrin et la Pitié est diffusé pour la première fois à la télévision, le 28 octobre 1981 sur FR3. Durant la campagne présidentielle de 1981, le futur ministre de la Culture, Jack Lang promet de le passer sur une chaîne publique. Vingt millions de téléspectateurs l'ont regardé ce jour-là.

### 1994: rediffusion télévisée
Il est rediffusé à la télévision en 1994 sur Arte, lors de la polémique sur l'amitié entre François Mitterrand et le chef de la police de Vichy, René Bousquet.